# 伊達三郎
伊達 三郎（1924年3月7日—1991年9月12日），日本演員，1945年和片岡千惠藏共演稻垣浩執導作品『おかぐら兄弟』而正式出道，1969年之後更名為伊達岳志，於1991年去世。

## 外部連結
- 伊達三郎 （页面存档备份，存于）（日語）